# 三列飞蛾藤
三列飞蛾藤（学名：Porana duclouxii）是旋花科飞蛾藤属的植物，为中国的特有植物。分布在中国大陆的湖北、云南、四川等地，生长于海拔1,000米至1,600米的地区，多生在石灰岩灌丛中，目前尚未由人工引种栽培。

## 变种
- Dinetus duclouxii (Gagnep. et Courch.) Staples
- Porana duclouxii Gagnep. et Courch.
- Porana duclouxii Gagnep. et Courch. var. lasia (Schneid.) Hand.-Mazz.